# Evelyne Trouillot

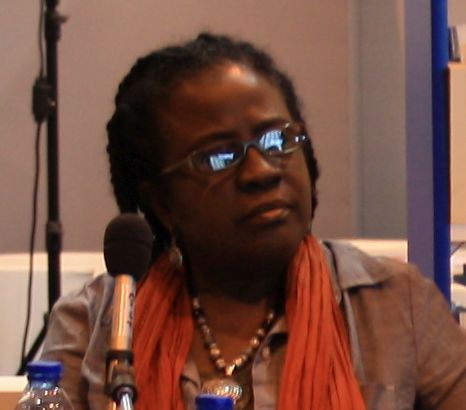
Evelyne Trouillot, 2011

Evelyne Trouillot (* 2. Januar 1954 in Port-au-Prince, Haiti) ist eine haitianische Schriftstellerin. Sie ist vor allem als Erzählerin, Roman-Autorin und Lyrikerin bekannt.

## Leben und Wirken

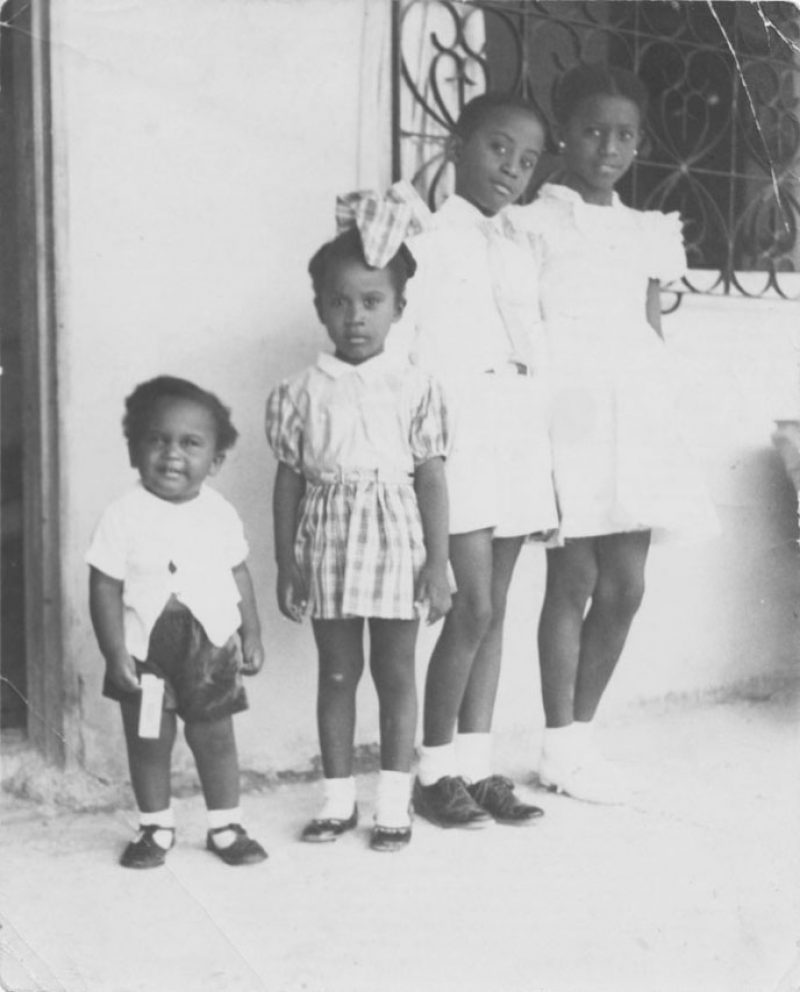
Von links nach rechts: Lyonel, Évelyne, Michel-Rolph und Jocelyne Trouillot vor ihrem Haus in Port-au-Prince in Haiti in den späten 1950er Jahren

Evelyne Trouillot wurde in eine Familie des gehobenen Mittelstandes in Haiti geboren. Mehrere Mitglieder sind im Kulturbereich tätig, ihr Bruder Michel-Rolph Trouillot war Politikwissenschaftler, die Schwester Jocelyne Trouillot Kinderbuchautorin, der Onkel Henock Trouillot ist Historiker. Vor allem ihr Bruder Lyonel Trouillot hat als Schriftsteller und Gesellschaftskritiker in Haiti eine wichtige Stimme.
Nach dem Abitur an einem Gymnasium in Port-au-Prince zog sie in die USA, wo sie Pädagogik und Philologie studierte und kehrte nach dem Studium 1987 in ihre Heimat zurück. 1996 erschien ihr erstes Buch. Seitdem sind Bücher vor allem in den Genres Roman, Lyrik, Kurzgeschichten, Kinderliteratur und ein Theaterstück erschienen. Ihre bevorzugten Sprachen sind Französisch und Kreolisch. Sie möchte mit ihren Geschichten Frauen aus der Unsichtbarkeit holen.
Texte und Bücher der Autorin wurden ins Deutsche, Englische und Italienische übersetzt. Sie lebt in Port-au-Prince.

## Werk (Auswahl)
Kurzgeschichten
- La chambre interdite, 1996.
- Islande suivi de la mer entre lait, 1998.
- Parlez-moi d`amour, 2002.

Gedichte
- Sans Parapluie de retour, 2001.
- Plidetwal, 2005.
- Por la furisse de mes morts, 2014.

Romane
- Rosalie L`infamie, 2003.
- L Oeil-Totem, 2006.
- Le mirador aux etoiles, 2007.
- La memore aux abois, 2010.
- Absences sans frontierts, 2013.

Theaterstücke
- Le bleu de L`lile, 2009, Uraufführung in Port-au-Prince.
- Les Jumelles de la rue Nicolas, édition Project îles, 2022.

## Auszeichnungen
- 2004: Prix Soroptimist de la Romaviere Francophone, Grenoble
- 2005: Prix Beaurchais
- 2010: Prix Carbot de la Caraibe et du tout-Monde
- 2012: Canute A. Bradhurst Price for Short Fiction